# Hans Troßmann

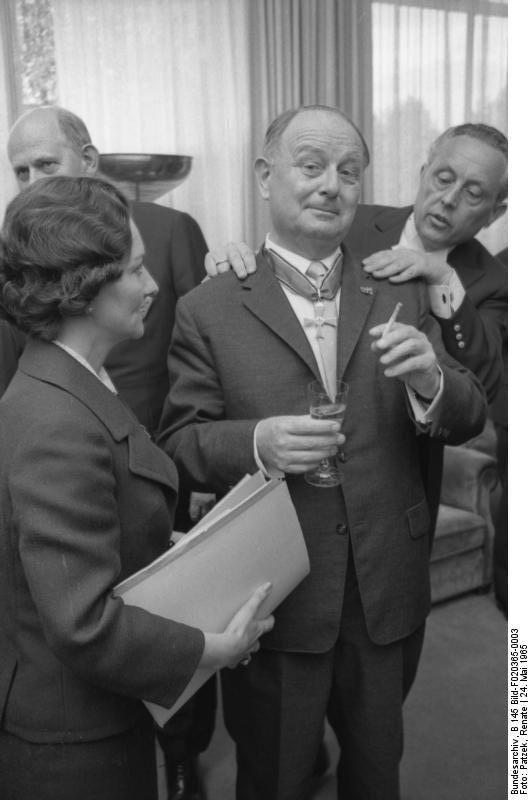
Hans Troßmann anlässlich der Verleihung des Bundesverdienstkreuzes, 1965

Hans Troßmann (* 18. April 1906 in Nürnberg; † 2. November 1993 in Bonn) war ein deutscher Politiker (CSU) und von 1949 bis 1970 der erste Direktor beim Deutschen Bundestag.

## Leben
Hans Troßmann war Sohn von Dorothea Troßmann, geborene Grau, und des bayerischen Landtags- und späteren Reichstagsabgeordneten Karl Troßmann (bis 1933 Kreisgeschäftsführer der BVP). Er wuchs in Nürnberg auf und studierte in Berlin, München und Erlangen Rechtswissenschaften und Volkswirtschaft. Im Jahr 1933 heiratete er Gertrud Esch, mit der er vier Kinder (Ingeborg, Gisela, Gerhard und Christa) hatte. Nach dem Examen arbeitete von 1932 bis 1940 in der bayerischen inneren Verwaltung (zunächst als Assessor, ab 1934 als Regierungsrat). Er wurde 1935 Mitglied der NSDAP und leitete von 1940 bis 1945 als abgeordneter Reichskommissar für die Preisbildung die Preisüberwachungsstelle Litzmannstadt, ab 1942 als Oberregierungsrat. Dabei hatte er auch mit der deutschen Verwaltung des Ghettos Litzmannstadt zu tun.
Nach dem Zweiten Weltkrieg trat Troßmann in die CSU ein und wurde 1946 deren stellvertretender Generalsekretär. Anschließend war er Fraktionssekretär im Bayerischen Landtag. 1948 wurde er Sekretär des Parlamentarischen Rates und am 17. September 1949 zum ersten Direktor beim Deutschen Bundestag und damit zum faktischen Leiter der Verwaltung des Deutschen Bundestages ernannt. Dieses Amt übte er mehr als zwanzig Jahre bis zu seiner Pensionierung am 20. April 1970 aus. Am 24. Mai 1965 wurde ihm vom Bundespräsidenten das Große Verdienstkreuz der Bundesrepublik Deutschland verliehen, 1969 das Große Verdienstkreuz mit Stern. Er erhielt zudem auch ausländische Orden.
Troßmann war Katholik. Ab 1925 war er Mitglied der katholischen Studentenverbindung K.D.St.V. Bavaria Berlin.

## Veröffentlichungen (Auswahl)
- Der Deutsche Bundestag. Organisation und Arbeitsweise. Neue Darmstädter Verlagsanstalt, Darmstadt 1964.
- Parlamentsrecht und Praxis des Deutschen Bundestages. Stollfuss, Bonn 1967.
- Der Deutsche Bundestag. Vorgeschichte, Leistungen, Organisation, Arbeitsweise. 6. Auflage. 1971.
- Parlamentsrecht des Deutschen Bundestages. Kommentar zur Geschäftsordnung des Deutschen Bundestages unter Berücksichtigung des Verfassungsrechts. 1977. Ergänzungsband 1981.
- Der Bundestag. Verfassungsrecht und Verfassungswirklichkeit. In: JöR. Neue Folge, Band 28.
- Das Aktenanforderungsrecht des Untersuchungsausschusses des Deutschen Bundestages. In: Parlamentarische Demokratie. Bewährung und Verteidigung. 1984.